# Großer Preis von Italien 1952
Der Große Preis von Italien 1952 (offiziell XXIII Gran Premio d’Italia) fand am 7. September auf dem Autodromo Nazionale di Monza in Monza statt und war das achte und letzte Rennen der Automobil-Weltmeisterschaft 1952.

## Bericht

### Hintergrund
Nach dem Großen Preis von Deutschland stand Alberto Ascari als Weltmeister fest. Nach dem Großen Preis der Niederlande führte er in der Fahrerwertung mit zwölf Punkten vor Giuseppe Farina und mit 14 Punkten vor Piero Taruffi.
Zum Rennen wurden 35 Nennungen abgegeben. Insbesondere die zahlreich erschienenen italienischen Teams vergrößerten die Zahl der Meldungen beträchtlich. Ferrari trat mit fünf Nennungen an; neben den Stammfahrern Ascari, Farina und Taruffi fuhren auch Luigi Villoresi und André Simon mit einem Werkswagen. Die Ecurie Espadon meldete zwei private Ferrari für Rudolf Fischer und Hans Stuck, desgleichen traten Louis Rosier, Peter Whitehead und Charles de Tornaco an. Beim letzten Rennen der Saison war erstmals auch das offizielle Werksteam von Maserati vollständig mit drei Wagen für José Froilán González, Felice Bonetto und Franco Rol am Start. Die werksunterstützte südamerikanische Escuderia Bandeirantes meldete drei Maserati des aktuellen Typs A6GCM, während Enrico Platé zwei ältere Modelle ins Rennen schickte. Mit OSCA und Cisitalia waren zwei weitere italienische Teams gemeldet. Gordini war in der üblichen Besetzung Jean Behra, Maurice Trintignant und Robert Manzon vertreten, während bei Connaught Stirling Moss Ken Downing ersetzte.
Mit Ascari (zweimal) und Farina (einmal) traten zwei ehemalige Sieger zu diesem Grand Prix an.

### Training und Qualifying
Nur die 24 schnellsten der 35 gemeldeten Fahrzeuge durften starten. Ascari sicherte sich mit 2:05,7 Minuten die Pole-Position vor seinen Teamkollegen Villoresi und Farina. Bei Maserati konnte nur González einigermaßen überzeugen und erreichte einen Platz in der zweiten Reihe, während die anderen beiden Werkswagen deutlich im Hinterfeld starteten. Das gesamte HWM-Team konnte sich nicht qualifizieren und musste schon am Samstagabend einpacken. Die Premiere des Cisitalia mit Piero Dusio fiel aus, da dem Italiener der Motor im Training platzte und kein Ersatz verfügbar war. Eine ansprechende Leistung bot dagegen OSCA mit Elie Bayol an Steuer, der sich als Zehnter unter 35 Teilnehmern qualifizierte.

### Rennen

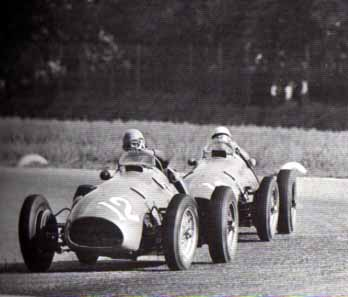
Alberto Ascari und Luigi Villoresi – beide auf Ferrari 500 – Ausgangs der Parabolica

Der beste Start gelang González, der aus der zweiten Reihe an die Spitze fuhr und diese Position bis zur Mitte des Rennens ausbauen konnte. Damit lag zum ersten Mal in dieser Saison ein Nicht-Ferrari für eine längere Zeit vorn. Ascari lag an zweiter Stelle und konnte sich von seinem Teamkollegen Villoresi nicht freifahren. Villoresi folgte Ascari immer dicht auf und es gelang ihm zeitweilig sogar, ihn zu verdrängen. Der Maserati von González hatte jedoch einen kleineren Tank, was ihm Gewichtsvorteile brachte, allerdings musste er dafür einmal nachtanken. Das geschah in der 36. Runde und Ascari übernahm die Führung, González fiel auf den vierten Rang zurück. In der 44. Runde konnte er Farina überholen und in der 61. Runde musste Villoresi einen kurzen Stopp einlegen, wodurch der Goncález wieder auf den zweiten Platz gelangte. Ascari hatte aber schon über eine Minute Vorsprung, sodass er keine Chance hatte, seinen zweiten Grand Prix zu gewinnen. Da die Möglichkeiten der Zeitmessung keine Unterscheidung in Hundertstelsekunden erlaubten, wurde der Punkt für die schnellste Runde zwischen González und Ascari geteilt. Somit fehlte Ascari ein halber Punkt, um bei allen europäischen Weltmeisterschaftsläufen, in denen er antrat, die optimale Punktausbeute zu erreichen. Dieser Rekord ist bis heute ungebrochen.

## Meldeliste
| Team                    | Nr. | Fahrer                  | Chassis              | Motor              | Reifen |
| ----------------------- | --- | ----------------------- | -------------------- | ------------------ | ------ |
| Gordini                 | 02  | Robert Manzon           | Gordini T16 (1952)   | Gordini 2.0 L6     | E      |
| Gordini                 | 04  | Maurice Trintignant     | Gordini T16 (1952)   | Gordini 2.0 L6     | E      |
| Gordini                 | 06  | Jean Behra              | Gordini T16 (1952)   | Gordini 2.0 L6     | E      |
| Ferrari                 | 08  | André Simon             | Ferrari 500          | Ferrari 2.0 L4     | P      |
| Ferrari                 | 10  | Giuseppe Farina         | Ferrari 500          | Ferrari 2.0 L4     | P      |
| Ferrari                 | 12  | Alberto Ascari          | Ferrari 500          | Ferrari 2.0 L4     | P      |
| Ferrari                 | 14  | Piero Taruffi           | Ferrari 500          | Ferrari 2.0 L4     | P      |
| Ferrari                 | 16  | Luigi Villoresi         | Ferrari 500          | Ferrari 2.0 L4     | P      |
| Ecurie Espadon          | 18  | Rudolf Fischer          | Ferrari 500          | Ferrari 2.0 L4     | P      |
| Ecurie Espadon          | 20  | Hans Stuck              | Ferrari 212          | Ferrari 2.0 V12    | P      |
| Maserati                | 22  | Felice Bonetto          | Maserati A6GCM       | Maserati 2.0 L6    | P      |
| Maserati                | 24  | Franco Rol              | Maserati A6GCM       | Maserati 2.0 L6    | P      |
| Maserati                | 26  | José Froilán González   | Maserati A6GCM       | Maserati 2.0 L6    | P      |
| Connaught               | 28  | Kenneth McAlpine        | Connaught A          | Francis 2.0 L4     | D      |
| Connaught               | 30  | Dennis Poore            | Connaught A          | Francis 2.0 L4     | D      |
| Connaught               | 32  | Stirling Moss           | Connaught A          | Francis 2.0 L4     | D      |
| Elie Bayol              | 34  | Elie Bayol              | Osca 20              | OSCA               | P      |
| Ecurie Richmond         | 36  | Eric Brandon            | Cooper T20           | Bristol 2.0 L6     | D      |
| Ecurie Richmond         | 38  | Alan Brown              | Cooper T20           | Bristol 2.0 L6     | D      |
| Scuderia Franera        | 40  | Ken Wharton             | Cooper T20           | Bristol 2.0 L6     | D      |
| L D Hawthorn            | 42  | Mike Hawthorn           | Cooper T20           | Bristol 2.0 L6     | D      |
| Piero Dusio             | 44  | Piero Dusio             | Cisitalia D46        | BPM                | P      |
| Escuderia Bandeirantes  | 46  | Gino Bianco             | Maserati A6GCM       | Maserati           | P      |
| Escuderia Bandeirantes  | 48  | Francisco Landi         | Maserati A6GCM       | Maserati           | P      |
| Escuderia Bandeirantes  | 50  | Eitel Cantoni           | Maserati A6GCM       | Maserati           | P      |
| HWM                     | 52  | Lance Macklin           | HWM 52               | Alta 1.5           | D      |
| HWM                     | 54  | Peter Collins           | HWM 52               | Alta 1.5           | D      |
| F.A.O. Gaze             | 56  | Tony Gaze               | HWM 52               | Alta 1.5           | D      |
| Enrico Platé            | 58  | Alberto Crespo          | Maserati 4CLT        | Plate 2.0 L4       | P      |
| Enrico Platé            | 60  | Emmanuel de Graffenried | Maserati 4CLT        | Plate 2.0 L4       | P      |
| Ecurie Rosier           | 62  | Louis Rosier            | Ferrari 500          | Ferrari 2.0 L4     | D      |
| Aston                   | 64  | William Aston           | Aston NB             | Butterworth 2.0 L4 | D      |
| Vicomtesse de Walckiers | 66  | Johnny Claes            | Simca-Gordini T15 GC | Gordini            | E      |
| Peter Whitehead         | 68  | Peter Whitehead         | Ferrari 125          | Ferrari            | D      |
| Ecurie Francorchamps    | 70  | Charles de Tornaco      | Ferrari 500          | Ferrari 2.0 L4     | E      |

## Klassifikation

### Qualifying
| Pos. | Fahrer                  | Konstrukteur  | Zeit       | Startreihe |
| ---- | ----------------------- | ------------- | ---------- | ---------- |
| 01   | Alberto Ascari          | Ferrari       | 2:05,7     | 1 R        |
| 02   | Luigi Villoresi         | Ferrari       | 2:06,6     | 1 RM       |
| 03   | Giuseppe Farina         | Ferrari       | 2:07,0     | 1 LM       |
| 04   | Maurice Trintignant     | Gordini       | 2:07,2     | 1 L        |
| 05   | José Froilan Gonzalez   | Maserati      | 2:07,6     | 2 R        |
| 06   | Piero Taruffi           | Ferrari       | 2:07,8     | 2 RM       |
| 07   | Robert Manzon           | Gordini       | 2:08,2     | 2 LM       |
| 08   | André Simon             | Ferrari       | 2:09,1     | 2 L        |
| 09   | Stirling Moss           | Connaught     | 2:09,8     | 3 R        |
| 10   | Elie Bayol              | Osca          | 2:10,6     | 3 RM       |
| 11   | Jean Behra              | Gordini       | 2:10,8     | 3 LM       |
| 12   | Mike Hawthorn           | Cooper        | 2:11,2     | 3 L        |
| 13   | Felice Bonetto          | Maserati      | 2:11,6     | 4 R        |
| 14   | Rudolf Fischer          | Ferrari       | 2:11,8     | 4 RM       |
| 15   | Ken Wharton             | Cooper        | 2:12,2     | 4 LM       |
| 16   | Franco Rol              | Maserati      | 2:12,7     | 4 L        |
| 17   | Louis Rosier            | Ferrari       | 2:12,7     | 5 R        |
| 18   | Francisco Landi         | Maserati      | 2:13,0     | 5 RM       |
| 19   | Dennis Poore            | Connaught     | 2:14,0     | 5 LM       |
| 20   | Eric Brandon            | Cooper        | 2:14,0     | 5 L        |
| 21   | Alan Brown              | Cooper        | 2:15,0     | 6 R        |
| 22   | Kenneth McAlpine        | Connaught     | 2:15,1     | 6 RM       |
| 23   | Eitel Cantoni           | Maserati      | 2:15,9     | 6 LM       |
| 24   | Gino Bianco             | Maserati      | 2:17,1     | 6 L        |
| DNQ  | Charles de Tornaco      | Ferrari       | 2:17,5     | –          |
| DNQ  | Alberto Crespo          | Maserati      | 2:17,8     | –          |
| DNQ  | Emmanuel de Graffenried | Maserati      | 2:18,4     | –          |
| DNQ  | Peter Collins           | H.W.M.        | 2:18,6     | –          |
| DNQ  | Peter Whitehead         | Ferrari       | 2:18,8     | –          |
| DNQ  | Tony Gaze               | H.W.M.        | 2:20,3     | –          |
| DNQ  | William Aston           | Aston         | 2:20,7     | –          |
| DNQ  | Lance Macklin           | H.W.M.        | 2:21,0     | –          |
| DNQ  | Hans Stuck              | Ferrari       | 2:22,8     | –          |
| DNQ  | Piero Dusio             | Cisitalia     | keine Zeit | –          |
| DNQ  | Johnny Claes            | Simca-Gordini | keine Zeit | –          |

### Rennen
| Pos. | Fahrer                | Konstrukteur | Runden | Zeit        | Start | Schnellste Runde |
| ---- | --------------------- | ------------ | ------ | ----------- | ----- | ---------------- |
| 01   | Alberto Ascari        | Ferrari      | 80     | 2:50:45,6   | 01    | 2:06,1 (56.)     |
| 02   | José Froilan Gonzalez | Maserati     | 80     | + 1:01,8    | 05    | 2:06,1 (57.)     |
| 03   | Luigi Villoresi       | Ferrari      | 80     | + 2:04,2    | 02    |                  |
| 04   | Giuseppe Farina       | Ferrari      | 80     | + 2:11,4    | 03    |                  |
| 05   | Felice Bonetto        | Maserati     | 79     | + 1 Runde   | 13    |                  |
| 06   | André Simon           | Ferrari      | 79     | + 1 Runde   | 08    |                  |
| 07   | Piero Taruffi         | Ferrari      | 77     | + 3 Runden  | 06    |                  |
| 08   | Francisco Landi       | Maserati     | 76     | + 4 Runden  | 18    |                  |
| 09   | Ken Wharton           | Cooper       | 76     | + 4 Runden  | 15    |                  |
| 10   | Louis Rosier          | Ferrari      | 75     | + 5 Runden  | 17    |                  |
| 11   | Eitel Cantoni         | Maserati     | 75     | + 5 Runden  | 23    |                  |
| 12   | Dennis Poore          | Connaught    | 74     | + 6 Runden  | 19    |                  |
| 13   | Eric Brandon          | Cooper       | 73     | + 7 Runden  | 20    |                  |
| 14   | Robert Manzon         | Gordini      | 71     | + 9 Runden  | 07    |                  |
| 15   | Alan Brown            | Cooper       | 68     | + 12 Runden | 21    |                  |
| –    | Stirling Moss         | Connaught    | 60     | DNF         | 09    |                  |
| –    | Gino Bianco           | Maserati     | 46     | DNF         | 24    |                  |
| –    | Jean Behra            | Gordini      | 42     | DNF         | 11    |                  |
| –    | Mike Hawthorn         | Cooper       | 38     | DNF         | 12    |                  |
| –    | Franco Rol            | Maserati     | 23     | DNF         | 16    |                  |
| –    | Maurice Trintignant   | Gordini      | 5      | DNF         | 04    |                  |
| –    | Kenneth McAlpine      | Connaught    | 4      | DNF         | 22    |                  |
| –    | Rudolf Fischer        | Ferrari      | 3      | DNF         | 14    |                  |
| –    | Élie Bayol            | Osca         | 0      | DNF         | 10    |                  |

## WM-Stand nach dem Rennen
Die ersten fünf bekamen 8, 6, 4, 3 bzw. 2 Punkte; einen Punkt gab es für die schnellste Runde. Streichresultate sind in Klammern gesetzt. Es zählten nur die vier besten Ergebnisse aus acht Rennen.

### Fahrerwertung
| Pos. | Fahrer                  | Konstrukteur            | Punkte    |
| ---- | ----------------------- | ----------------------- | --------- |
| 01   | Alberto Ascari          | Ferrari                 | 36 (53,5) |
| 02   | Giuseppe Farina         | Ferrari                 | 24 (27)   |
| 03   | Piero Taruffi           | Ferrari                 | 22        |
| 04   | Rudolf Fischer          | Ferrari                 | 10        |
| 05   | Mike Hawthorn           | Cooper                  | 10        |
| 06   | Robert Manzon           | Gordini                 | 9         |
| 07   | Troy Ruttman            | Kuzma                   | 8         |
| 08   | Luigi Villoresi         | Ferrari                 | 8         |
| 09   | Jean Behra              | Gordini                 | 7         |
| 10   | José Froilan Gonzalez   | Maserati                | 6,5       |
| 11   | Richard Rathmann        | Kurtis Kraft            | 6         |
| 12   | Sam Hanks               | Kurtis Kraft            | 4         |
| 13   | Ken Wharton             | Frazer Nash             | 3         |
| 14   | Dennis Poore            | Connaught               | 3         |
| 15   | Duane Carter            | Lesovsky                | 3         |
| 16   | Alan Brown              | Cooper                  | 2         |
| 17   | Paul Frère              | H.W.M. / Simca-Gordini  | 2         |
| 18   | Eric Thompson           | Connaught               | 2         |
| 19   | Art Cross               | Kurtis Kraft            | 2         |
| 20   | Maurice Trintignant     | Simca-Gordini           | 2         |
| 21   | Felice Bonetto          | Maserati                | 2         |
| 22   | Bill Vukovich           | Kurtis Kraft            | 1         |
| 23   | Charles de Tornaco      | Ferrari                 | 0         |
| 24   | Peter Collins           | H.W.M.                  | 0         |
| 25   | Emmanuel de Graffenried | Maserati                | 0         |
| 26   | Reg Parnell             | Cooper                  | 0         |
| 27   | Johnny Claes            | Simca-Gordini / H.W.M.  | 0         |
| 28   | Peter Hirt              | Ferrari                 | 0         |
| 29   | Philippe Étancelin      | Maserati                | 0         |
| 30   | Eric Brandon            | Cooper                  | 0         |
| 31   | Roy Salvadori           | Ferrari                 | 0         |
| 32   | Roger Laurent           | H.W.M. / Ferrari        | 0         |
| 33   | Fritz Riess             | Veritas                 | 0         |
| 34   | Prinz Bira              | Simca-Gordini / Gordini | 0         |
| 35   | Toni Ulmen              | Veritas                 | 0         |
| 36   | Ken Downing             | Connaught               | 0         |
| 37   | Lance Macklin           | H.W.M.                  | 0         |
| 38   | Helmut Niedermayr       | A.F.M.                  | 0         |
| 39   | André Simon             | Ferrari                 | 0         |

| Pos. | Fahrer                        | Konstrukteur   | Punkte |
| ---- | ----------------------------- | -------------- | ------ |
| 40   | Yves Giraud-Cabantous         | H.W.M.         | 0      |
| 41   | Peter Whitehead               | Alta / Ferrari | 0      |
| 42   | Hans Klenk                    | Veritas        | 0      |
| 43   | Gianfranco Comotti            | Ferrari        | 0      |
| 44   | Graham Whitehead              | Alta           | 0      |
| 45   | Ernst Klodwig                 | BMW            | 0      |
| 46   | Kenneth McAlpine              | Connaught      | 0      |
| 47   | Arthur Legat                  | Veritas        | 0      |
| 48   | Robert O’Brien                | Simca-Gordini  | 0      |
| 49   | Tony Gaze                     | H.W.M.         | 0      |
| 50   | Harry Schell                  | Maserati       | 0      |
| 51   | Gino Bianco                   | Maserati       | 0      |
| 52   | Anthony Crook                 | Frazer Nash    | 0      |
| 53   | Duncan Hamilton               | H.W.M.         | 0      |
| 54   | Francisco Landi               | Maserati       | 0      |
| 55   | Jan Flinterman                | Maserati       | 0      |
| 56   | Louis Rosier                  | Ferrari        | 0      |
| 57   | Eitel Cantoni                 | Maserati       | 0      |
| –    | Stirling Moss                 | ERA / H.W.M.   | 0      |
| –    | George Abecassis              | H.W.M.         | 0      |
| –    | Hans Stuck                    | A.F.M.         | 0      |
| –    | Max de Terra                  | Simca-Gordini  | 0      |
| –    | Robin Montgomerie-Charrington | Aston          | 0      |
| –    | Piero Carini                  | Ferrari        | 0      |
| –    | David Murray                  | Cooper         | 0      |
| –    | Willi Heeks                   | A.F.M.         | 0      |
| –    | Adolf Brudes                  | Veritas        | 0      |
| –    | Marcel Balsa                  | BMW            | 0      |
| –    | Günther Bechem                | BMW            | 0      |
| –    | Rudolf Krause                 | BMW            | 0      |
| –    | Rudolf Schoeller              | Ferrari        | 0      |
| –    | William Aston                 | Aston          | 0      |
| –    | Paul Pietsch                  | Veritas        | 0      |
| –    | Theo Helfrich                 | Veritas        | 0      |
| –    | Josef Peters                  | Veritas        | 0      |
| –    | Dries van der Lof             | H.W.M.         | 0      |
| –    | Franco Rol                    | Maserati       | 0      |
| –    | Élie Bayol                    | Osca           | 0      |